# Світло далекої зірки
«Світло далекої зірки» (рос. Свет далёкой звезды) — радянський художній фільм режисера Івана Пир'єва, знятий в 1964 році за однойменною повістю Олександра Чаковського. Прем'єра відбулася 13 вересня 1965 року.

## Сюжет
Осінь першого року Великої Вітчизняної війни. Пристань в Горькому кишіла народом. Натовп приступом брав пароплави, що йдуть в тил. Тут познайомилися, але були змушені знову розлучитися Оля Миронова і курсант льотного училища Володя Зав'ялов. Одного разу їх військові дороги перетнулися — Ольга служила в авіаційному полку механіком по озброєнню, і на їх аеродром прилетів на бойовому літаку Зав'ялов. Зустріч була короткочасною. Незабаром Оля отримала звістку, що літак Зав'ялова був збитий в повітряному бою. Але вона не знала, що Зав'ялов залишився живий. У свою чергу і він дізнався, що одного разу літак, на якому вона була повітряним стрільцем, не повернувся з бойового завдання. Минуло п'ятнадцять років. Зовсім випадково в руки Зав'ялова потрапляє журнал, де на фотографії знята Ольга. Зав'ялов, розшукуючи Ольгу, дізнається історію її життя після їх останньої зустрічі і до того моменту, як вона гине під час вибуху лабораторії.

## У ролях
- Микола Алексєєв —  Володя / Володимир Андрійович Зав'ялов
- Ліонелла Скирда —  Ольга Олексіївна Миронова
- Андрій Абрикосов —  Іван Федорович Осокін
- Олексій Баталов —  Лукашов Петро Степанович, секретар міськкому
- Софія Пилявська —  Ксенія Петрівна Прохорова
- Микола Барабанов —  Арсентій Павлович Соколов, начальник лабораторії
- Ольга Вікланд —  Ніна Павлівна Коломійцева, вдова
- Ніна Сазонова —  Клавдія Василівна Коростильова, редактор журналу
- Алевтина Константинова —  Валентина Коломійцева
- Віра Майорова —  Ліза Прохорова
- Євген Весник —  Афанасій Петрович Симонюк, полковник
- Володимир Коренєв —  Віктор, племінник Володимира
- Микола Свєтловідов —  Ксенофонт Семенович Фокін, начальник відділу кадрів
- Сергій Голованов —  слідчий НКВС
- Всеволод Платов —  капітан Воронін
- Ольга Маркіна —  Ольга Іванівна Миронова
- Надія Федосова —  Філонова
- Валентина Владимирова —  Настя
- Ніна Бєляєва —  сусідка Іванових
- Іван Жеваго —  полковник-воєнком
- Людмила Гнилова —  Оля
- Олег Голубицький —  капітан у військкоматі
- Валентина Кравченко —  перехожа в Тайгинську
- Георгій Георгіу —  Арнольд Савелійович Горський, архітектор

## Знімальна група
- Режисер — Іван Пир'єв
- Сценарист — Іван Пир'єв
- Оператор — Микола Олоновський
- Композитор — Андрій Петров
- Художник — Стален Волков